# Junior Dina Ebimbe
Éric Junior Dina Ebimbe (* 21. November 2000 in Stains) ist ein französisch-kamerunischer Fußballspieler. Der Mittelfeldspieler steht beim Bundesligisten Eintracht Frankfurt unter Vertrag und ist ehemaliger französischer Juniorennationalspieler.

## Karriere

### Verein
Éric Junior Dina Ebimbe, geboren in Stains in der Agglomeration von Paris, begann seine fußballerische Ausbildung bei der AAS Sarcelles, für die er sechs Jahre lang in der Jugend aktiv war. 2012 wechselte er zu Paris Saint-Germain (PSG) in die Jugendakademie. In der Saison 2017/18 lief er für die U19 fünfmal in der Youth League auf. In der Spielzeit 2018/19 spielte er im Alter von 17 Jahren 24-mal für die Zweitmannschaft in der National 2. Im April 2019 stand er das erste Mal im Spieltagskader der Ligue-1-Mannschaft.
Zur Saison 2019/20 wurde er an den AC Le Havre in die Ligue 2 verliehen. Am 1. Spieltag gab er gegen den AC Ajaccio sein Profidebüt über 90 Minuten, wobei er einen Treffer vorlegen konnte. Einen Monat später schoss er bei einem 3:0-Sieg über den SM Caen sein erstes Tor im Profibereich. Beim AC Le Havre schoss er in 25 Ligapartien 3 Tore und war gesetzt. Nach der einen Saison kehrte er zurück, wurde jedoch direkt wieder ausgeliehen, diesmal an den FCO Dijon. Sein Ligue-1-Debüt gab er am 1. Spieltag gegen den SCO Angers über die vollen 90 Minuten. Am 27. September 2020 schoss er sein erstes Tor in der ersten französischen Liga gegen den HSC Montpellier zum 1:0 (Endstand: 2:2). Auch bei Dijon war er gesetzt und spielte bis zum Saisonende 30 Spiele in der Ligue 1. Dijon besaß eine Kaufoption für Dina Ebimbe, die ungenutzt blieb. Zur Saison 2021/22 kehrte Dina Ebimbe zu PSG zurück. Bei der 0:1-Niederlage im nationalen Supercup gegen den Meister OSC Lille kam er erstmals für die Profimannschaft zum Einsatz. Wenige Tage später wurde er gegen den ES Troyes AC eingewechselt und debütierte bei dem Sieg nach Einwechslung in der Liga für PSG.
Im August 2022 wechselte Dina Ebimbe zunächst bis zum Ende der Saison 2022/23 auf Leihbasis zum Bundesligisten Eintracht Frankfurt, der anschließend eine Kaufoption besaß. Für seine Leistungen im Oktober und November 2022 wurde er zweimal in Folge als Bundesliga Rookie des Monats ausgezeichnet. Ende Mai 2023 zogen die Frankfurter die Kaufoption und statteten ihn mit einem Vertrag bis zum 30. Juni 2027 aus.

### Nationalmannschaft
Dina Ebimbe war insgesamt viermal für die U20 und U21 Frankreichs aktiv, wobei er vier Tore erzielte.

## Erfolge
Verein
- Französischer Meister: 2022
- Französischer Supercupsieger: 2022

Persönliche Auszeichnungen
- Bundesliga Rookie Award: Oktober 2022, November 2022